# Бостонский марафон
Бостонский марафон (англ. Boston Marathon) — один из старейших и престижнейших марафонских забегов в мире, старейший из проводимых ежегодно. Член AIMS и одновременно член лиги World Marathon Majors.
На марафоне не фиксируют мировые рекорды, так как перепад высот на дистанции не соответствует требованиям IAAF. В 2013 году он составил 136,29 м, вместо максимально допустимых 42 м.

## Описание
Первый раз марафон в Бостоне был проведён в День Патриота в 1897 году, а организатором выступил член Бостонской спортивной ассоциации и олимпийский менеджер Джона Грэм. В первом забеге стартовало 15 бегунов, но к финишу дошло всего лишь 10. С тех пор в третий понедельник апреля проводятся забеги на 42 км 195 м, со временем ставшими одними из престижнейших в мире.
В 1967 году Катрин Швитцер стала первой женщиной, участвовавшей в марафоне. В 1971 году Amateur Athletics Union разрешило участвовать в соревнованиях всем желающим женщинам. В 1975 году впервые в марафоне приняли участие инвалиды-колясочники.
В последние десятилетия кроме главной дистанции проводятся другие забеги: полумарафон, забег на 5 км, детский марафон. Погода во время забега может быть абсолютно любой, так как апрельская погода на побережье Новой Англии непредсказуема.
Лишь в 112-м забеге у старта и финиша была размещена реклама.
Количество участвующих в последние десятилетия превышает 20 000 бегунов. В 1996 году на старт сотого марафона вышло более 38 тыс. участников. Количество зрителей превышает 500 тыс. человек, что делает Бостонский марафон самым массовым мероприятием в Новой Англии. В 2020 году Бостонский марафон был сначала перенесен на 14 сентября, а затем отменён из-за пандемии коронавируса.
Самый сложный этап марафона — холм Разбитого сердца (Heartbreak Hill).

### Смертельные случаи
- Известны смертельные случаи: так, в 2002 году 28-летняя Синтия Лусеро на трассе потеряла сознание и умерла[6].

## Теракт 2013 года
- 15 апреля 2013 года на финише Бостонского марафона произошло два взрыва. Погибли трое и 282 человека ранены[7].
- 25 мая 2013 года более двух тысяч человек пробежали последнюю милю марафона. Таким образом завершив марафон прерванный терактами[8].
- В 2014 году в годовщину теракта пострадавшие от взрыва спортсмены символично приняли участие в марафоне. Потерявшая обе ноги бегунья Селест Коркоран пересекла финишную черту на протезах.

## Многократные победители

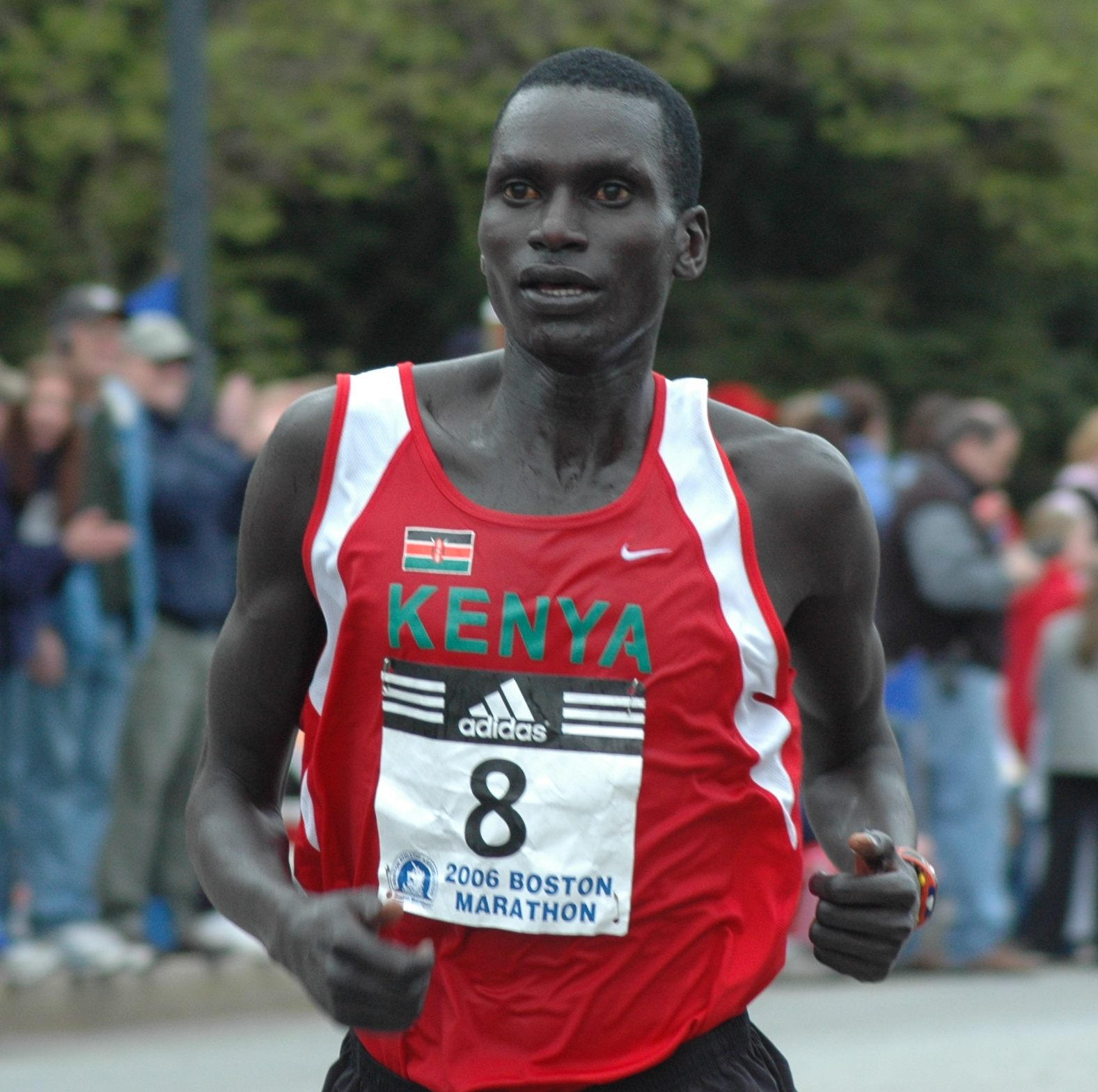
4-кратный победитель Бостонского марафона Роберт Черуйот

- Кларенс Демар[англ.] — 7 раз.
- Билл Роджерс[англ.] — 4 раза.
- Роберт Черуйот — 4 раза.